# 向量噴嘴
向量噴嘴為一種飛行器使用的推進技術，利用向量噴嘴達到使用推力矢量的目的。早期大都用於垂直起降戰機上，至1980年代末期後，開始在普通戰機上廣泛應用，這項零件也應用在火箭上。

## 簡釋
飛行物體的推力是一種有強弱與方向的動量，而此種含強度與方向的動量即稱為向量（TV，Thrust Vector）。舊型飛行器（飛機、導彈）的推力因受限於傳統推進器噴嘴的限制，使噴射氣流只能與飛行器中軸呈平行，並靠反作用力使飛行器往正前方移動而無法變換方向。現代航空科技積極發展的向量推力技術即是利用控制推進器噴嘴偏轉，而達到改變噴射氣流方向並進而使向量改變，此種可調整向量的技術就稱為向量推力控制（TVC，Thrust Vector Control），此種推進方式通稱為向量噴嘴，目前設計中或已問世的第五代戰機多均已採此種新技術。
與未裝設向量噴嘴與裝設的飛行器比較之下，舊型飛行器因推力與中軸線平行，因此推力僅能提供向前的加速力，若強行進行高攻角動作則會使總推力無法平衡，造成失速。反觀採用向量噴嘴的飛行器能夠透過噴嘴的偏轉而使部分推力方向改變，進而控制飛行器的姿勢，使飛行器的面對角度可與前進方向不同。
透過持續控制並微調向量噴嘴，使推力不通過飛行器的重心，飛行器可進行低速率、高攻角這類在傳統推力方式下必定失速墜毀的高難度動作。向量噴嘴能夠持續提供足夠的平衡推力，只要機翼還有足夠的升力，飛行器便可維持可受控制的失速飛行；同時，向量噴嘴亦可在起降時提供額外的向下推力，使飛行器達到短場起降（STOL）甚至是垂直起降（VTOL）能力。

## 瓶頸
向量噴嘴技術的最大的考驗在於噴嘴偏轉部分的高溫問題，因推進器產生的超高溫氣體往正後方，直接接觸的就是阻擋氣體的噴嘴偏轉部分，持續的高溫及高壓會對材質造成損傷，並失去向量噴嘴的效果。目前的解決方式是採用耐高溫材質，並在噴嘴內部設計散熱孔及在噴嘴略前方設置進氣孔導入冷卻氣流。

## 應用
向量噴嘴提供了飛行器高攻角與可控制的失速後動作，使飛行器有極大的空戰優勢，例如航空界著名的眼鏡蛇動作等超高難度動作皆可運用適當的控制向量噴嘴而較易達成。以往飛行器要進行大角度轉向甚至是閃避動作時，得需要以高速轉彎，而這會造成過大的G力，運用向量噴嘴即可在較短時間與較低速度完成，所造成的G力亦較低。

眼鏡蛇動作的解析圖

向量噴嘴能提高空氣力學效應，相對的可使主翼及尾翼小型化，機體總重量因此能降低。翼面縮小即代表雷達反射面積縮小，使得匿蹤性提高，總和增加作戰力。而採用向量噴嘴的導彈也因不需考慮軌道轉角問題，故可採用垂直發射，減少發射器所占空間並增加隱匿性。
目前分為二維向量噴嘴及三維向量噴嘴，前者只能向上下偏折，後者則可以各方向偏折。新一代戰機為了提高機動能力而開始引入此技術，例如美國的F-22（二維）與F-35B（向下，只可於起降時啟動），俄羅斯的Su-30（MKI/MKA/MKM/SM）、Su-35S、Su-57。
不過仍有部分戰機設計師傾向以先天的氣動構型來增強飛機的機動性，而非用向量噴嘴這種後天強化方式來做補救。

## 相關
- 推力向量